# Кольца Сатурна
Кольца Сатурна — система плоских концентрических образований изо льда и пыли, располагающаяся в экваториальной плоскости планеты Сатурн. Основные кольца названы латинскими буквами в порядке их открытия. Исследованы несколькими автоматическими межпланетными станциями (АМС), особенно подробно — аппаратом «Кассини». Фактически имеют сложную структуру, расщепляясь на многочисленные более тонкие колечки, разделённые так называемыми щелями. Вид с Земли сильно зависит от расположения Сатурна на орбите.

## История наблюдений и исследований
Первым кольца Сатурна увидел Галилео Галилей: в 1610 году он наблюдал их в свой телескоп с 20-кратным увеличением, но не идентифицировал их как кольца. Он считал, что видит Сатурн «тройным», с двумя придатками неизвестной природы по бокам, и зашифровал это в виде анаграммы smaismrmilmepoetaleumibunenugttauiras. Расшифровывалась она как лат. Altissimum planetam tergeminum obseruaui «Высочайшую планету тройною наблюдал» — расшифровка была опубликована в письме Галилея к Джулиано де Медичи 13 ноября 1610 года. В 1612 году кольца были видны с ребра, поэтому они стали незаметны при наблюдении в телескоп, что озадачило Галилея. Позднее они появились вновь.
Христиан Гюйгенс первым предположил, что Сатурн окружён кольцом. Голландский учёный соорудил телескоп-рефрактор с 50-кратным увеличением, намного большим, чем телескоп Галилея, в который тот наблюдал Сатурн. Результаты наблюдения Гюйгенс опубликовал в 1656 году также в виде анаграммы в своём сочинении «De Saturni Luna observatio nova». Расшифровку анаграммы он дал в 1659 году в сочинении «Systema Saturnium»: лат. Annulo cingitur, tenui, plano, nusquam cohaerente, ad eclipticam inclinato (Кольцом окружён тонким, плоским, нигде не прикасающимся, к эклиптике наклонённым).
В 1675 году Джованни Доменико Кассини определил, что кольцо Сатурна состоит из двух частей, разделённых тёмным промежутком, который позднее был назван делением (или щелью) Кассини. В XIX веке В. Я. Струве предложил назвать внешнюю часть кольцом A, а внутреннюю — кольцом B.
В 1837 году Иоганн Франц Энке заметил промежуток в кольце A, который назвали делением Энке. Через год Иоганн Готтфрид Галле обнаружил кольцо внутри кольца B, однако его открытие не было принято всерьёз и получило признание лишь после переоткрытия этого кольца в 1850 году У. К. Бондом, Д. Ф. Бондом и У. Р. Дейвсом; его стали называть кольцом C, или креповым кольцом.
В своё время Лаплас предположил, что кольца Сатурна состоят из большого числа меньших цельных колечек. В 1859 году Джеймс Клерк Максвелл показал, что Лаплас был не совсем прав: кольца не могут быть цельными твёрдыми образованиями, ибо тогда они оказались бы нестабильными и были бы разорваны на части. Он предположил, что кольца состоят из множества мелких частиц. В своей единственной астрономической работе, опубликованной в 1885 году, Софья Ковалевская показала, что кольца не могут быть ни жидкими, ни газообразными. Предположение Максвелла было доказано в 1895 году благодаря спектроскопическим наблюдениям колец, выполненными Аристархом Белопольским в Пулково и Джеймсом Эдуардом Килером в обсерватории Аллегейни.
В XX веке были обнаружены свидетельства возможного существования кольца D (Пьер Герен, 1967). Также в 1967 году Уолтер Фейбельман на фотографиях, сделанных в обсерватории Аллегейни годом раньше, обнаружил кольцо E. В 1977 году Стивен Джеймс О’Меара первый описал тёмные радиальные образования («спицы») в кольце B.
С начала космической эры (середина XX века) в районе колец Сатурна пролетало четыре АМС. Так, в 1979 году АМС «Пионер-11» приблизилась к облачному покрову Сатурна на расстояние 20 900 км. По данным, переданным «Пионером-11», было подтверждено существование кольца E, открыто кольцо F. Была измерена температура колец: −203 °C на Солнце и −210 °C в тени Сатурна. В 1980 году АМС «Вояджер-1» приблизилась к облачному покрову Сатурна на расстояние 64 200 км. По снимкам «Вояджера-1» было установлено, что кольца Сатурна состоят из сотен узеньких колечек. С внешней и внутренней стороны кольца F открыты два спутника-«пастуха», позднее названные Прометей и Пандора). Открыто кольцо G. В 1981 году АМС «Вояджер-2» приблизилась к Сатурну на расстояние 161 000 км от его центра. С помощью фотополяриметра, который не сработал на «Вояджере-1», АМС «Вояджер-2» была способна наблюдать кольца с намного бо́льшим разрешением и открыть много новых колечек. Данные аппаратов «Вояджер» позволили подтвердить существование «спиц» в кольце B, кольца D и трёх делений в нём (получивших временные обозначения D 68, D 72 и D 73). Также было открыто «плетение» в кольце F.
Затем в 2004 году АМС «Кассини» приблизилась к облачному покрову Сатурна на расстояние в 18 000 км и стала искусственным спутником Сатурна. Снимки «Кассини» являются пока самыми детальными из всех полученных, по ним открыты новые колечки. Так, в 2006 году они были обнаружены на орбитах спутников Паллены (R/2006 S 2) и Януса и Эпиметея. В числе открытий «Кассини» — обнаружение тусклых маленьких колец, получивших обозначения R/2004 S 1 и R/2004 S 2, открытие щели Коломбо в середине кольца C и маленького колечка внутри него, находящегося в орбитальном резонансе с Титаном, колечек в делении Кассини (R/2006 S 3, R/2006 S 4).
В 2007 решением Международного астрономического союза была утверждена номенклатура, проводящая различие между делениями и щелями в кольцах: деления находятся между кольцами с собственными обозначениями, щели — внутри таких колец.
Лишь относительно недавно, в 2009 году, с помощью инфракрасного космического телескопа «Спитцер» было открыто самое большое кольцо — кольцо Фебы — диаметром более 10 миллионов километров.
Также учёные предполагали наличие системы колец у спутника Сатурна Реи, но эта догадка не подтвердилась.

## Происхождение колец
Существует 2 основные гипотезы:
- Кольца сформировались из остатков околопланетного облака вещества, которые из-за непостоянства притяжения Сатурна не смогли, как у других планет, стать полноценным спутником. В спутники превратились лишь внешние области этого облака, тогда как частицы из внутренних, вращаясь слишком быстро и беспорядочно, претерпевали чрезмерно сильные соударения, постепенно измельчаясь и становясь всё более рыхлыми[28].
- Кольца появились в результате разрушения крупного спутника из-за столкновения с метеоритом, крупной кометой или астероидом. Разрушение могло произойти и из-за гравитационного влияния самого Сатурна[28], когда орбита спутника оказывалась ниже предела Роша[27].

Так, согласно одной из моделей, предложенной американкой Робин Кэнап, причиной образования колец стали несколько последовательных поглощений Сатурном его спутников. Практически все из нескольких крупных (в полтора раза больше Луны) сформировавшихся на заре Солнечной системы спутников постепенно из-за гравитационного воздействия падали в недра Сатурна. В процессе схода со своих орбит по спиральной траектории они разрушались. При этом лёгкая ледяная составляющая оставалась в космосе, тогда как тяжёлые минеральные компоненты поглощались планетой. Впоследствии лёд захватывался гравитацией следующего спутника Сатурна, и цикл повторялся. Когда произошёл захват Сатурном последнего из своих изначальных спутников, ставшего гигантским ледяным шаром с твёрдым минеральным ядром, вокруг планеты образовалось «облако» изо льда, фрагменты которого имели от 1 до 50 километров в диаметре и сформировали первичное кольцо Сатурна. По массе оно превышало современную систему колец в 1000 раз, однако в течение последующих 4,5 миллиарда лет соударения образующих его ледяных глыб привели к измельчению льда до размеров градин. При этом большая часть вещества была поглощена планетой, а также утрачена при взаимодействии с астероидами и кометами, многие из которых также были разрушены гравитацией Сатурна.
По другой теории, согласно расчётам группы японских и французских учёных, кольца сформировались при разрушении крупных небесных тел из пояса Койпера, сближение с которыми часто имело место во время Поздней тяжёлой бомбардировки 4 млрд лет назад.

## Свойства и структура
Плоскость обращения системы колец совпадает с плоскостью экватора Сатурна, то есть наклонена относительно плоскости орбиты вокруг Солнца на 26,7°. Кольца представляют собой кеплеровский диск, то есть их частицы совершают дифференциальное вращение, из-за чего постоянно сталкиваются между собой. Эти столкновения становятся источником тепловой энергии и являются причиной расщепления на более тонкие колечки. Помимо данного фактора, несимметричность гравитации Сатурна, его магнитное поле и взаимодействие с его спутниками также вызывают колебания орбит частиц, составляющих кольца, их отклонения от круговой формы и прецессию.
Кольца состоят из водяного льда с примесями силикатной пыли и органических соединений. Доля и состав примесей определяют различия в цвете и яркости колец. Размер частиц материала в них — от сантиметров до десятков метров; бо́льшую часть массы составляют частицы размером порядка метра. В некоторых частях колец мелкие частицы состоят из снега. Толщина колец чрезвычайно мала по сравнению с их шириной (в основном от 5 до 30 м), при этом собственно вещество занимает всего порядка 3 % объёма (всё остальное — пустое пространство). Общая масса обломочного материала в системе колец оценивается в 3×1019 килограммов.
| Название                             | Расстояние до центра Сатурна, км | Ширина, км           | Толщина, м | Особенности |
| ------------------------------------ | -------------------------------- | -------------------- | ---------- | --- |
| Кольцо D                             | 67 000—74 500                    | 7500                 |            | Не имеет резкой внутренней границы, она плавно переходит в верхние слои атмосферы Сатурна; содержит мелкие кристаллики из водяного и метанового льда. |
| Кольцо C                             | 74 500—92 000                    | 17 500               | 5          | Называется также внутренним, состоит из частиц размером до 2 м, в нём сосредоточено около 1/3000 всей массы осколочного материала колец. |
| Щель Коломбо                         | 77 800                           | около 150            |            | Содержит внутри небольшое кольцо, находящееся в орбитальном резонансе с Титаном. |
| Щель Максвелла                       | 87 490                           | 270                  |            | |
| Щель Бонда                           | 88 690—88 720                    | 30                   |            | |
| Щель Дейвса                          | 90 200—90 220                    | 20                   |            | |
| Кольцо B                             | 92 000—117 580                   | 25 500               | 5—10       | Наиболее яркое из всех колец; содержит внутри себя спутник S/2009 S 1; отличительные особенности: вертикальные образования на внешней кромке высотой более 2,5 километра, а также возмущения, вызываемые взаимодействием со спутником Мимасом; радиальные детали (так называемые «спицы», англ. spokes), природа которых пока точно не ясна. |
| Деление Кассини                      | 117 580—122 170                  | ~4500                | 20         | Содержит внутри себя материал, напоминающий собой по цвету и оптической толщине материал кольца C (частицы размером в среднем 8 м), а также «настоящие» щели; находится в орбитальном резонансе 2:1 с Мимасом. |
| Щель Гюйгенса                        | 117 680                          | 300                  |            | |
| Щель Гершеля                         | 118 183—118 285                  | 102                  |            | |
| Щель Рассела                         | 118 597—118 630                  | 33                   |            | |
| Щель Джефриса                        | 118 931—118 969                  | 38                   |            | |
| Щель Койпера                         | 119 403—119 406                  | 3                    |            | |
| Щель Лапласа                         | 119 848—120 086                  | 238                  |            | |
| Щель Бесселя                         | 120 236—120 246                  | 10                   |            | |
| Щель Барнарда                        | 120 305—120 318                  | 13                   |            | |
| Кольцо A                             | 122 170—136 775                  | 14 600               | 10—30      | Называется также внешним, состоит из частиц размером до 10 м, считается одним из самых молодых, содержит внутри себя спутники Пан, Дафнис, Атлас и крупные щели; на внутренней границе присутствуют возмущения, вызванные взаимодействием со спутником Янусом.                                                                               |
| Щель Энке                            | 133 590                          | 325                  |            | Совпадает с орбитой спутника Пана. Изначально называлось «Деление Энке», было охарактеризовано как щель в 2008 году. |
| Щель Килера                          | 136 530                          | 32—47                |            | |
| Деление Роша                         | 136 800—139 380                  | 2580                 |            | Первоначально называлось «Деление Пионера», в 2007 году переименовано по предложению команды обработки изображения аппарата «Кассини». |
| R/2004 S1                            | 137 630                          | 300                  |            | |
| R/2004 S2                            | 138 900                          | 300                  |            | |
| Кольцо F                             | ~140 130—140 180                 | 30—500               |            | Гравитационно удерживается лунами-«пастухами» Прометеем и Пандорой; орбита слегка вытянута: e = 0,0026 |
| Кольцо Януса — Эпиметея (R/2006 S 1) | ~151 500                         | 5000                 |            | Состоит из частиц, выбитых с поверхности спутников Януса и Эпиметея столкновениями с различными телами |
| Кольцо G                             | 166 000—175 000                  | ~9000                |            | Вблизи внешнего края располагается спутник Эгеон, собравший вокруг себя небольшую плотную арку из материала кольца, простирающуюся на 1/6 окружности. |
| Кольцо Паллены (R/2006 S 2)          | ~212 000                         | 2500                 |            | Состоит из частиц, выбитых с поверхности спутника Паллены столкновениями с различными телами. |
| Кольцо E                             | 181 000—483 000                  | 300 000              |            | Основным источником материала служат гейзеры Энцелада |
| Кольцо Фебы                          | 6 000 000–16 300 000             | 8 000 000–12 000 000 |            | Состоит в основном из небольших частиц диаметром до 10 см, источником материала является пыль, сдуваемая с Фебы, поэтому, как и её орбита, наклонено на 27° по отношению к другим кольцам. |

## Наблюдения колец с Земли
Поскольку плоскость колец совпадает с плоскостью экватора Сатурна, а он, в свою очередь, сильно наклонён к плоскости орбиты Сатурна — почти на 27 градусов, вид колец с Земли сильно зависит от расположения Сатурна на орбите вокруг Солнца и в значительно меньшей степени — от положения Земли на своей орбите (из-за того, что орбита Сатурна наклонена к плоскости эклиптики на 2,5 градуса). Год на Сатурне длится 29,5 земных лет, на протяжении этого периода:
- примерно в равноденствие на Сатурне его кольца при наблюдении с Земли исчезают совсем — они становятся видны «с ребра», затем примерно 7 лет раскрытие колец увеличивается, и становится всё больше видна их плоскость с одной стороны;
- вблизи солнцестояния на Сатурне раскрытие его колец достигает максимума, и следующие 7 лет раскрытие колец Сатурна уменьшается;
- вблизи следующего равноденствия на Сатурне его кольца исчезают, после чего раскрытие колец примерно 7 лет увеличивается, становится всё больше видна вторая сторона плоскости колец;
- вблизи следующего солнцестояния на Сатурне раскрытие колец достигает максимума, потом примерно 7 лет уменьшается, и кольца исчезают.

В каждый следующий год на Сатурне для земных наблюдателей с его кольцами происходит то же самое. На 2022 год последние максимальные раскрытия были в 1988, 2002 и 2016 гг., исчезновения — в 1995 и 2009 гг. Каждые 14 лет раскрытие колец увеличивается, виден северный полюс Сатурна и обращённая к нему сторона его колец.

### Слухи об исчезновении колец Сатурна в 1921 году
В 1921 году разнёсся слух о том, что Сатурн лишился своих колец, а их частицы летят в том числе и на Землю. Ожидаемое событие настолько взбудоражило умы людей, что публиковались расчёты, когда на Землю упадут частицы колец. Слух появился из-за того, что кольца попросту повернулись ребром к земным наблюдателям, а так как они очень тонкие, то в приборы того времени их было невозможно разглядеть. Люди поняли «исчезновение колец» в прямом смысле, что и породило слух.